# Clare Burt
Clare Burt (...) è un'attrice e cantante britannica.

## Biografia
Ha recitato in diversi musical a Londra dagli anni ottanta, tra cui Cats, The Hired Man (1984, 1992), Girlfriends (1987), Sunday in the Park with George (1990), Starting Here, Starting Now (1993), Moll Flanders (1994), Company (1995, 2010), Cabaret (1996), Nine (1996), Into the Woods (1998), Passion (2004), Coram Boy (2006) e London Road (2011). Nel 2016 recita a Sheffield nel musical Flowers for Mrs. Harris e per la sua performance vince l'UK Award alla miglior performance in un musical. Ha recitato anche in opere in prosa, tra le quali Un tram che si chiama Desiderio al Young Vic con Gillian Anderson nel 2013 e La gatta sul tetto che scotta all'Almeida Theatre con Daisy Edgar-Jones nel 2024.
È stata sposata con Larry Lamb dal 1996 al 2016 e la coppia ha avuto due figlie.

## Filmografia

### Cinema
- La casa in Hell Street (Scream for Help), regia di Michael Winner (1984)
- Broken - Una vita spezzata (Broken), regia di Rufus Norris (2012)
- X+Y, regia di Morgan Matthews (2014)
- London Road, regia di Rufus Norris (2015)

### Televisione
- Metropolitan Police (The Bill) – serie TV, 4 episodi (1989-2005)
- Doctors – serial TV, puntata 5x10 (2003)
- Holby City – serie TV, 30 episodi (2004-2022)
- Top Boy – serie TV, 4 episodi (2013)
- Cuffs – serie TV, 7 episodi (2015)
- The Salisbury Poisonings, regia di Saul Dibb – miniserie TV (2020)
- L'amore e la vita - Call the Midwife (Call the Midwife) – serie TV, episodio 12x01 (2023)
- The Long Shadow, regia di Lewis Arnold – miniserie TV, puntate 4-6 (2023)
- La coppia della porta accanto (The Couple Next Door), regia di Dries Vos – miniserie TV, 3 puntate (2023)
- Alice & Jack – serie TV, episodi 1x05-1x06 (2024)
- Sexy Beast – serie TV, 4 episodi (2024)
- Passenger – serie TV, 5 episodi (2024)
- The Diplomat – serie TV, episodi 2x04-2x05 (2024)

## Doppiatrici italiane
Nelle versioni in italiano delle opere in cui ha recitato, Clare Burt è stato doppiato da:
- Serena Verdirosi in Broken - Una vita spezzata
- Roberta Pellini in The Diplomat